# Вога
Во́га (порт. Rio Vouga) — река в Португалии, протекает по территории округов Визеу и Авейру на севере страны. Берёт исток около Кинтелы, в горах Серра-да-Лапа на высоте около 930 м над уровнем моря. Генеральным направлением течения реки является запад. Впадает в Атлантический океан около города Авейру.
Длина реки около 148 км, площадь бассейна — 3635 км².

## Экология
Выброс сточных вод целлюлозно-бумажным комбинатом — один из основных источников загрязнения Воги и лагуны Авейру. По этой причине река имеет неприятный запах.